# Antifrase
Een antifrase is een stijlfiguur waarbij door middel van een woord of zinsdeel iets wordt uitgedrukt waarvan de gevoelswaarde min of meer tegengesteld is aan datgene wat net daarvoor is gezegd, meestal om een ironisch effect te bereiken. Voorbeelden:
- Met veel bombarie liet hij zijn net verworven meesterwerk zien. Ach ja, het was wel een aardige reproductie.
- Dat hoestende wrak van hem, om jaloers op te worden!

In de spreektaal komt men constructies tegen als: hij is me ook een mooie, waarmee het tegenovergestelde wordt bedoeld. Ook dit is een antifrase.

## Verwante begrippen
De antifrase lijkt qua gebruik enigszins op de parabool. 